# Park Dong-hyuk
Park Dong-Hyuk (Seoul, 18 april 1979) is een Zuid-Koreaans voetballer.

## Carrière
Park Dong-Hyuk speelde tussen 2002 en 2011 voor Jeonbuk Hyundai Motors, Ulsan Hyundai FC, Gamba Osaka en Kashiwa Reysol. Hij tekende in 2012 bij Dalian Shide en in 2013 bij  Ulsan Hyundai FC.

## Zuid-Koreaans voetbalelftal
Park Dong-Hyuk debuteerde in 1998 in het Zuid-Koreaans nationaal elftal en speelde 17 interlands.